# R・D・ウィングフィールド
R.D.ウィングフィールド（R.D. WingfieldまたはRodney D. Wingfield、1928年6月6日 - 2007年7月31日）はイギリス・ロンドン生まれの小説家、放送作家。

## 略歴
石油会社の販売部門に務めながら、執筆活動を始め、1968年にBBCでラジオ劇「Compensating Error」が放送され、放送作家としてデビュー。以来、BBCで数々のラジオ劇を発表し、1969年には後のフロスト警部的なキャラクターであるチュー警部を主人公とした「Better Never Than Late」を放送。
1970年「クリスマスのフロスト」を執筆するも、出版社からは断られ、その代わりにケネス・ウィリアムズ主演のラジオ・シリーズ「The Secret Life of Kenneth Williams」を執筆し、その台本で人気を呼んだ。
1977年にはラジオ劇「Three Days of Frost」でフロスト警部を初披露。1982年には「A Touch of Frost」を放送して評判となり、84年にはこれを「クリスマスのフロスト」A Touch of Frost として念願の小説化。これが反響を呼ぶと共に、世界各国で翻訳出版される（日本では1994年東京創元社より出版）。
1987年までBBCでラジオ劇を発表すると共に、第二弾「フロスト日和」を出版。以来、小説家としての活動に専念。
1992年、「夜のフロスト」を発表した年末に、これが「フロスト警部」としてTVシリーズ化されて、更に読者層を拡大させる。
その後もスローペースながら、1995年に「フロスト気質」(Hard Frost)、1999年に「冬のフロスト」(Winter Frost)を発表し、TVシリーズも年に数作作られるが、それらは原作としてクレジットせず、キャラクターの借用となったように、彼も作品がTVシリーズに影響されないように放映作品を見ないようにしていたという。
前立腺癌で亡くなる前の晩年にはシリーズ第6作目となる「A Killing Frost」を執筆しており，同書は2009年1月に上梓された。

## 作品リスト
- “Frost at Christmas” (1984) 『クリスマスのフロスト』（芹澤恵 訳：創元推理文庫）
- “A Touch of Frost” (1987) 『フロスト日和』（芹澤恵 訳：創元推理文庫）
- “Night Frost” (1992) 『夜のフロスト』（芹澤恵 訳：創元推理文庫）
- “Hard Frost” (1995) 『フロスト気質（上・下）』（芹澤恵 訳：創元推理文庫）
- “Winter Frost” (1999)『冬のフロスト（上・下）』（芹澤恵 訳：創元推理文庫）
- “A Killing Frost” (2008)『フロスト始末（上・下）』（芹澤恵 訳：創元推理文庫）

（短編）
- "Just the Fax"　(1997) 『ファックスで失礼』（「ミステリマガジン」98･6月号）
- "Early Morning Frost" (2001) 『夜明けのフロスト』（芹澤恵 訳：光文社文庫「ジャーロ傑作短編集」）